# Frilouz

Frilouz (qui signifie « morveux » en langue bretonne) est un journal breton de bande dessinée né en 1982 et disparu en 1985.
Ce journal a été fondé par des dessinateurs bretons à l'occasion du festival Quai des Bulles. Il a connu huit numéros, auxquels il faut ajouter un fascicule distribué lors du festival. On a pu y lire Jean-Claude Fournier, Gérard Cousseau (Gégé), Bélom, Alain Goutal, Claude Kerfriden, Jean Agnes, Jean-Luc Hiettre, Michel Plessix, Malo Louarn, Jean-Claude Camano, Blesteau, Lucien Rollin, Charly Boibien, Nono, Lidwine, Michel Conversin, Loïc Schwartz, Stéphane Dubois, Alain Deschamps ou encore François Bourgeon.